# Nationaal park Goold Island
Het Nationaal park Goold Island is een nationaal park in Queensland, Australië. Het eiland ligt vlak bij de noordpunt van Hinchinbrook-eiland voor de kust van Cardwell in Rockingham Bay en is deel van het Groot Barrièrerif.
Het 8,3 km² grote eiland ligt op 17 km van de kust. Het is voornamelijk bedekt met Eucalyptusbos, regenwoudgeulen en semi-permanente beken.

## Geschiedenis
Gedurende vele duizenden jaren voordat niet-inheemse volken in de regio arriveerden, werden Goold, de naburige eilanden en de omringende zeeën bewoond, gebruikt en genoten door generaties voorouders van de Bandjinvolken, die een reeks stenen fuiken en schelpengroeven achterlieten die tot op de dag van vandaag op en rond het eiland te vinden zijn.
Bandjin overlevenden van een vaak gewelddadige niet-inheemse 'bezetting' van de regio blijven Goold Island waarderen en beschouwen als een deel van hun zeeland. In december 2005 namen ze Goold Island op in de eerste erkende "Traditional Use of Marine Resource Agreement" van Australië en Queensland.

## Naburige eilanden
De nabijgelegen Brook Islands zijn kleiner en bestaan uit de eilanden North, Tween, Middle en South, waarvan de eerste drie deel uitmaken van het nationaal park Brook Islands. Deze eilanden worden voornamelijk gebruikt door broedende vogels. Het is belangrijk om de vogels tijdens het broedseizoen niet te storen. Vogels die hier worden aangetroffen zijn onder andere de Australische muskaatduif (geschat op meer dan 40.000), brilstern, zwartnekstern, Dougalls stern en dwergstern. North Brook Island is ook de thuisbasis van rifgriel.
Alton · 
Astrebla Downs · 
Auburn River · 
Barnard Island Group · 
Barron Gorge · 
Bendidee · 
Blackbraes · 
Blackdown Tableland · 
Blackwood · 
Bladensburg · 
Blue Lake · 
Bowling Green Bay · 
Brampton Islands · 
Bribie Island · 
Broad Sound Islands · 
Brook Islands · 
Bulleringa · 
Bunya Mountains · 
Burleigh Head · 
Burrum Coast · 
Byfield · 
Camooweal Caves · 
Cania Gorge · 
Cape Hillsborough · 
Cape Melville · 
Cape Palmerston · 
Cape Upstart · 
Capricorn Coast · 
Capricornia Cays · 
Carnarvon · 
Castle Tower · 
Cedar Bay · 
Chesterton Range · 
Chillagoe-Mungana Caves · 
Claremont Isles · 
Cliff Island · 
Clump Mountain · 
Coalstoun Lakes · 
Conondale · 
Conway · 
Crater Lakes · 
Crows Nest · 
Cudmore · 
Culgoa Floodplain · 
Currawinya · 
Curtis Island · 
D'Aguilar Range · 
Daintree · 
Dalrymple · 
Davies Creek · 
Deepwater · 
Denham Group · 
Diamantina · 
Dipperu · 
Dryander · 
Dularcha · 
Edmund Kennedy · 
Ella Bay · 
Endeavour River · 
Epping Forest · 
Erringibba Inlet · 
Eubenangee Swamp · 
Eudlo Creek · 
Eungella · 
Eurimbula · 
Expedition · 
Fairlies Knob · 
Family Islands · 
Ferntree Creek · 
Fitzroy Island · 
Flinders Group · 
Forbes Islands · 
Forest Den · 
Fort Lytton · 
Forty Mile Scrub · 
Frankland Group · 
Freshwater · 
Girraween · 
Glass House Mountains · 
Gloucester Island · 
Goneaway · 
Goodedulla · 
Goodnight Scrub · 
Goold Island · 
Great Basalt Wall · 
Great Sandy · 
Green Island · 
Grey Peaks · 
Halifax Bay Wetlands · 
Hann Tableland · 
Hasties Swamp · 
Hell Hole Gorge · 
Hinchinbrook Island · 
Holbourne Island · 
Homevale · 
Hope Islands · 
Howick Group · 
Hull River · 
Idalia · 
Iron Range · 
Isla Gorge · 
Japoon · 
Jardine River · 
Junee · 
Kalkajaka · 
Keppel Bay Islands · 
Kondalilla · 
Kroombit Tops · 
Kurrimine Beach · 
Lake Bindegolly · 
Lakefield · 
Lamington · 
Lawn Hill · 
Lindeman Islands · 
Littabella · 
Lizard Island · 
Lochern · 
Lumholtz · 
Magnetic Island · 
Main Range · 
Mapleton Falls · 
Maria Creek · 
Mariala · 
Mazeppa · 
Michaelmas and Upolu Cays · 
Millstream Falls · 
Minerva Hills · 
Mitchell-Alice Rivers · 
Molle Islands · 
Moogerah Peaks · 
Mooloolah River · 
Moorrinya · 
Moresby Range · 
Moreton Island · 
Mount Aberdeen · 
Mount Archer · 
Mount Barney · 
Mount Bauple · 
Mount Chinghee · 
Mount Colosseum · 
Mount Cook · 
Mount Coolum · 
Mount Etna Caves · 
Mount Hypipamee · 
Mount Jim Crow · 
Mount Martin · 
Mount OConnell · 
Mount Ossa · 
Mount Pinbarren · 
Mount Walsh · 
Mount Webb · 
Mowbray · 
Mungkan Kandju · 
Narrien Range · 
Newry Islands · 
Nicoll Scrub · 
Noosa · 
Northumberland Islands · 
Nuga Nuga · 
Orpheus Island · 
Palmerston Rocks · 
Palmgrove · 
Paluma Range · 
Peak Range · 
Percy Isles · 
Pioneer Peaks · 
Pipeclay · 
Piper Islands · 
Poona · 
Porcupine Gorge · 
Possession Island · 
Precipice · 
Quoin Island · 
Ravensbourne · 
Reliance Creek · 
Repulse Islands · 
Restoration Island · 
Round Top Island · 
Rundle Range · 
Russell River · 
Sandbanks · 
Sarabah · 
Saunders Islands · 
Simpson Desert · 
Sir Charles Hardy Group · 
Smith Islands · 
Snake Range · 
South Cumberland Islands · 
Southern Moreton Bay Islands · 
Southwood · 
Springbrook · 
St Helena Island · 
Staaten River · 
Starcke · 
Sundown · 
Sundown Barney · 
Swain Reefs · 
Tamborine · 
Tarong Mountains · 
Taunton · 
The Palms · 
Three Islands Group · 
Thrushton · 
Topaz Road · 
Tregole · 
Triunia · 
Tully Gorge · 
Turtle Group · 
Undara Volcanic · 
Venman Bushland · 
Welford · 
West Hill · 
White Mountains · 
Whitsunday Islands · 
Wild Cattle Island · 
Wondul Range · 
Wooroonooran · 
Yungaburra
Nationale parken in: AUS · NSW · NT · QLD · SA · TAS · VIC · WA